# Ural-6370
Der Ural-6370 (russisch Урал-6370) ist ein schwerer Lastwagen mit Allradantrieb aus der Produktion des russischen Uralski Awtomobilny Sawod. Er ist oberhalb des Ural-4320 angesiedelt und wird seit 2011 in Serie gebaut. Mit dem Ural-63704 existiert auch eine Variante als Sattelzugmaschine.

## Fahrzeugbeschreibung

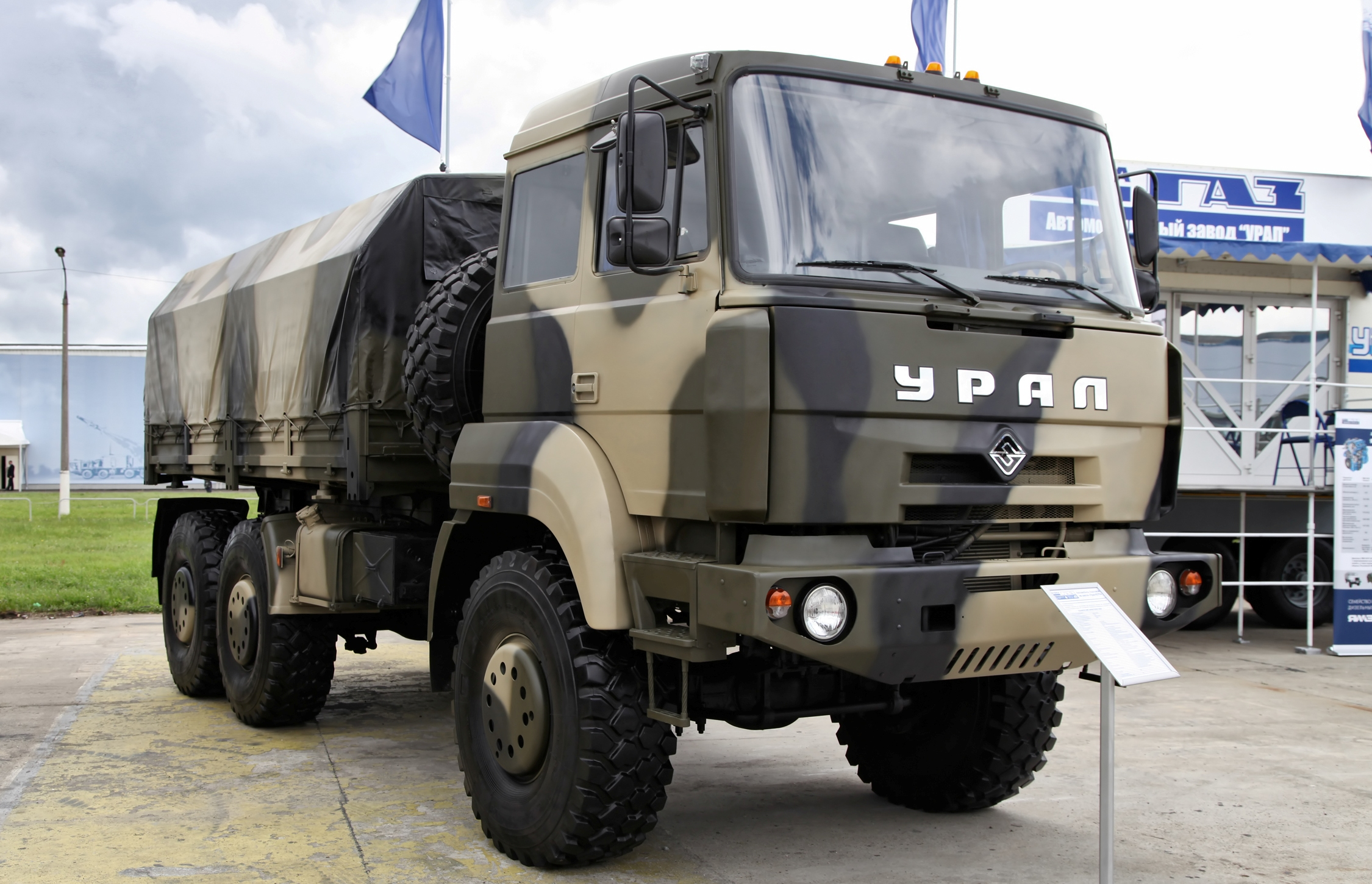
Frontansicht des gleichen Fahrzeugs (2011)

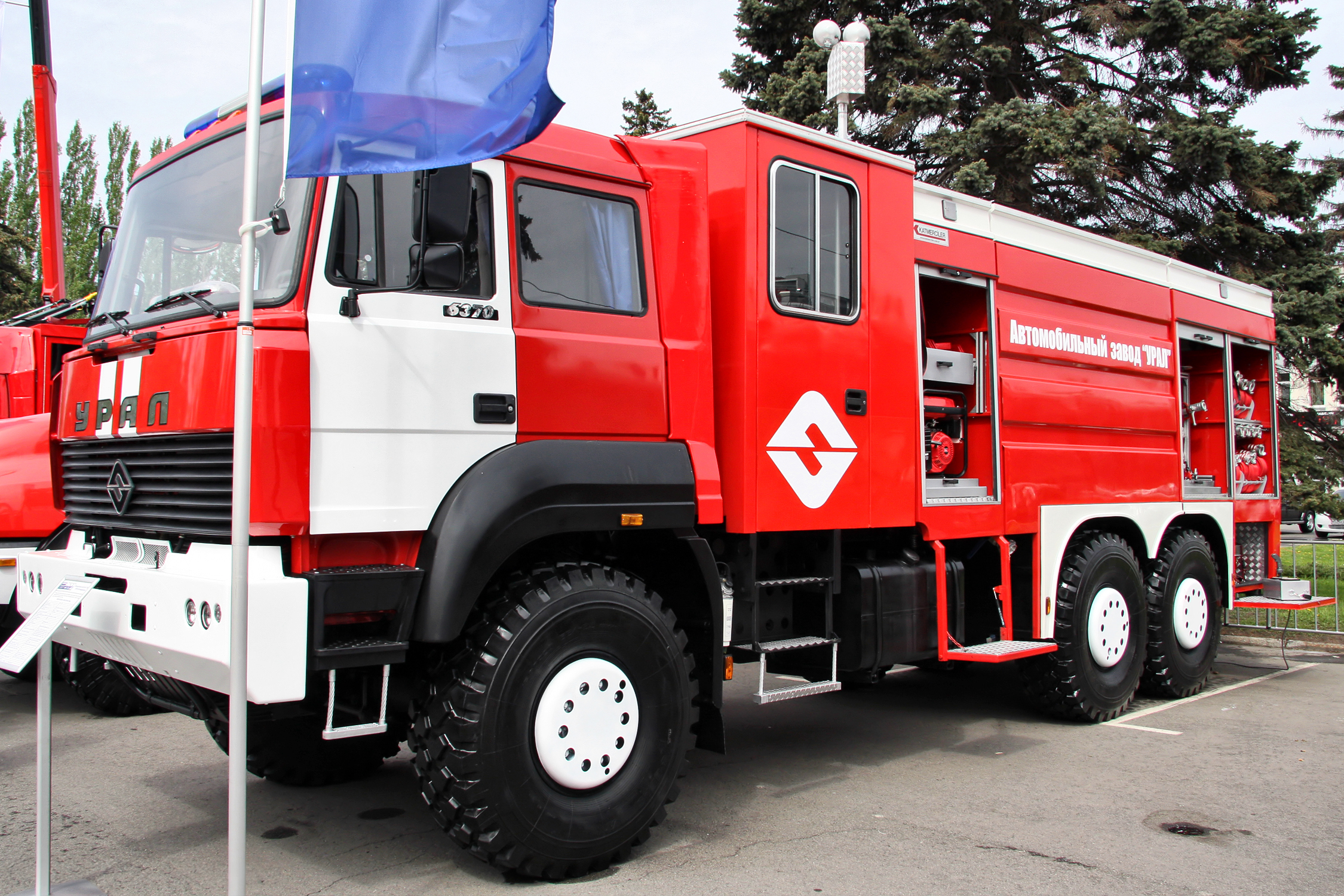
Ural-6370 als Feuerwehrfahrzeug (2011)

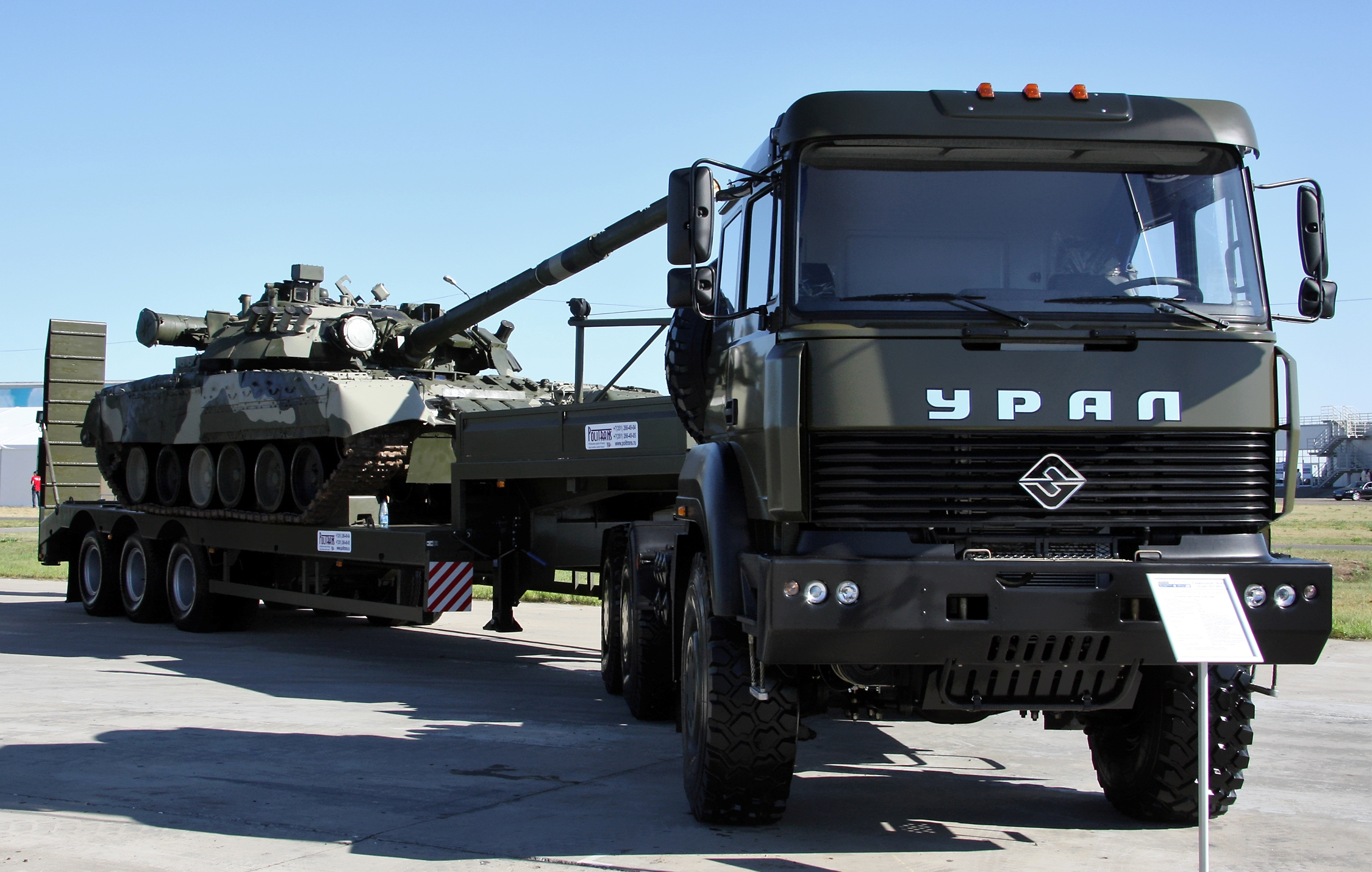
Die Ausführung als Sattelzugmaschine, der Ural-63704, mit T-80-Kampfpanzer auf der Ladefläche (2010)

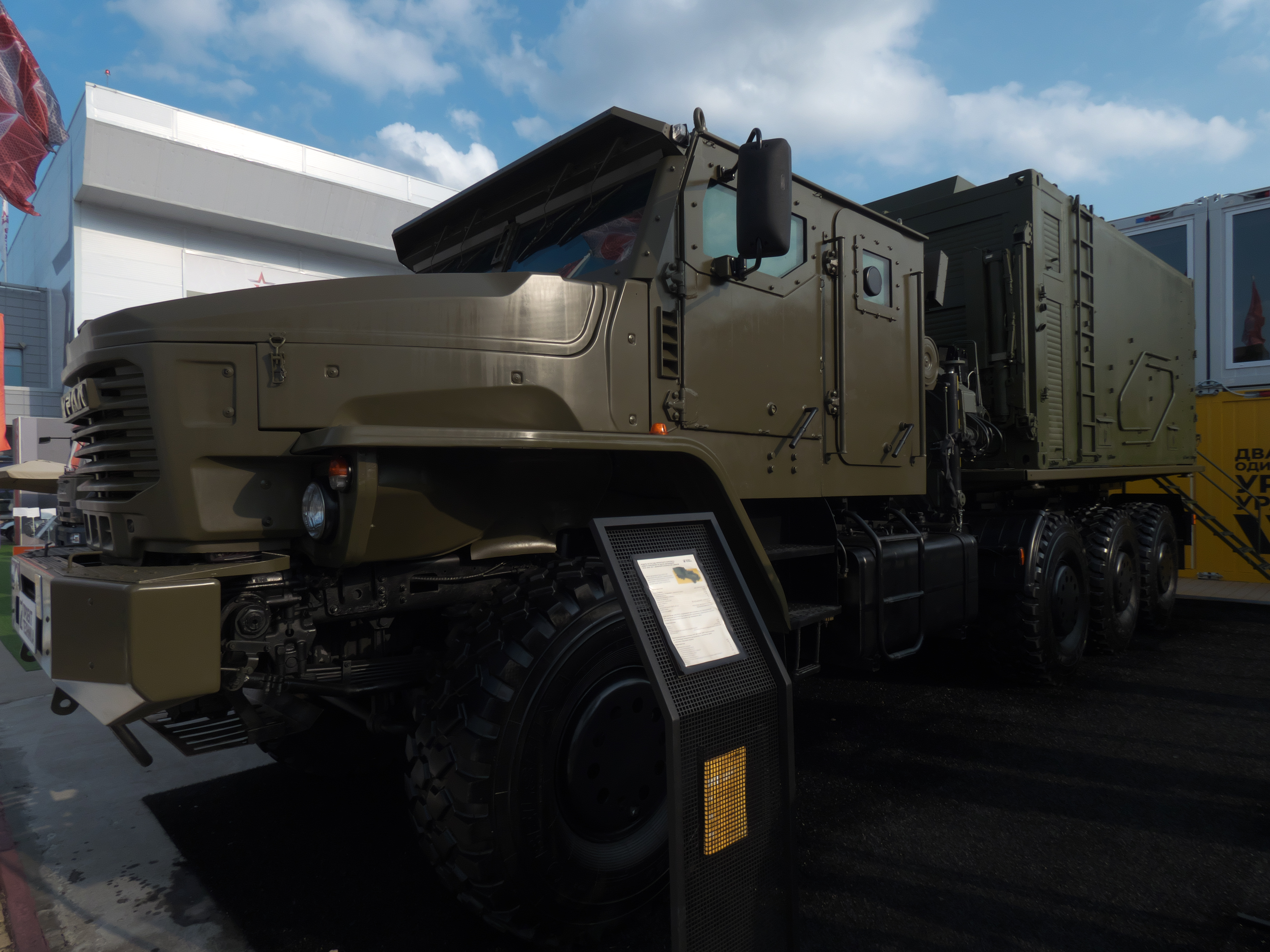
Ural-63708

Das Uralski Awtomobilny Sawod entwickelte den Ural-6370 im Jahr 2010. Ziel war es, Lastwagen mit einer größeren Nutzlast als bisher anbieten zu können, da die zehn Tonnen, die auf einen Ural-5557 bzw. auf einen Ural-5323 verladen werden können, nicht für alle Einsatzzwecke ausreichten. Vorgestellt wurde das Fahrzeug auf einer russischen Messe im Jahr darauf. Ebenfalls 2011 wurde mit der Serienfertigung begonnen.
Der Ural-6370 verwendet viele Zulieferteile von Firmen, die nicht in Russland ansässig sind. Schaltgetriebe und Verteilergetriebe stammen vom deutschen Unternehmen ZF Friedrichshafen, die Fahrerkabinen ursprünglich von der Iveco T-Reihe, die Bremsanlage liefern WABCO und Knorr-Bremse zu und die Lichtanlage stammt von HELLA. Während Raba die Achsen zuliefert, stammt der Motor aus russischer Fertigung. Der großvolumige Sechszylinder-Dieselmotor mit über elf Litern Hubraum und 412 PS (303 kW) wird im Jaroslawski Motorny Sawod (JaMZ) gebaut. JaMZ gehört ebenso wie das UralAZ zur GAZ-Gruppe.
Es werden verschiedene Ausführungen des Ural-6370 gefertigt. So baut das UralAZ unter anderem Pritschenfahrzeuge, Feuerwehrfahrzeuge, Kipper und auch Modelle mit schweren Spezialaufbauten wie Schneefräsen. Eine Sattelzugmaschine wird als Ural-63704 angeboten.
Wie bei den Fahrzeugen des Uralski Awtomobilny Sawod üblich, sind die Lastwagen auch unter extremen Bedingungen einsetzbar, wie sie in Russland vorkommen können. So ist ein Einsatz bei Temperaturen von −50 °C bis +50 °C möglich. Die hohe Bodenfreiheit von 40 Zentimetern, die großvolumige Einzelbereifung an allen Achsen und der Allradantrieb sorgen zudem für eine hohe Geländegängigkeit des Lkw.

## Technische Daten
Die hier aufgeführten Daten gelten für den Ural-6370 mit Standardaufbau (Pritsche und Plane). Bei anderen Aufbauten können die Daten abweichen. Die mit * markierten Abmessungen gelten für das Fahrgestell ohne Aufbau.
- Motor: Viertakt-R6-Dieselmotor
- Motortyp: JaMZ-652
- Leistung: 412 PS (303 kW)
- maximales Drehmoment: 1870 Nm
- Hubraum: 11,12 l
- Bohrung: 123,0 mm
- Hub: 156,0 mm
- Verdichtung: 16,4:1
- Getriebe: manuelles Sechzehngang-Schaltgetriebe
- Getriebetyp: ZF 16S 2220 TD von ZF Friedrichshafen
- Untersetzungsgetriebe: zweistufig, Typ ZF VG2000
- Achsen: RABA MAXS
- Höchstgeschwindigkeit: 90 km/h
- Tankinhalt: 500 l
- Antriebsformel: 6×6

Abmessungen und Gewichte
- Länge: 7856 mm*
- Höhe: 3358 mm*
- Radstand: 3825 + 1440 mm*
- Spurweite: 2000 mm, vorne und hinten
- Bodenfreiheit: 400 mm
- vorderer Überhangwinkel: 35°
- hinterer Überhangwinkel: 54°*
- Leergewicht: 11.925 kg
- Zuladung: 21.500 kg auf der Straße, 13.000 kg im Gelände
- zulässiges Gesamtgewicht: 33.500 kg (Straße), 25.000 kg (Gelände)
- zulässige Anhängelast: 15.000 kg
- zulässiges Gesamtgewicht des Lastzugs: 48.500 kg
- Reifengröße: 16.00R20